# Rimatara (isla)
La isla Rimatara es la más pequeña de las islas habitadas de las islas Australes, en la Polinesia Francesa. Tiene una superficie total de 8,6 km² y una población de 815 habitantes (censo 2002). Está situada a 550 km al sur de Tahití y a 150 km al oeste de Rurutu. La comuna de Rimatara incluye los islotes María deshabitados.
Se trata de un altiplano volcánico circular de 8 a 10 metros de altitud, con una altitud máxima de 83 m en el monte Uhau. Es muy fértil y boscoso, y está rodeado de corales muy próximos a la costa, con tan sólo un paso navegable, pero no dispone de ningún puerto. Las aldeas principales son Amaru (la capital), Anapoto y Mutuaura.
En ella habita una especie de cotorra que no se pueden exportar porque se adaptan muy mal en otras localizaciones. También hay muchos patos salvajes.

## Historia

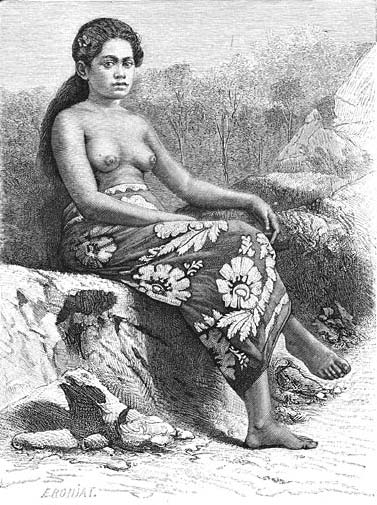
Chica de Rimatara con el pareo tradicional (1887)

Fue una de las últimas islas habitadas descubiertas por los europeos en la Polinesia y la primera mención de la isla fue hecha por el capitán Samuel Pinder Henry en 1811 con un mercante de Tahití. En 1821, dos misioneros protestantes (uno de ellos William Henry) establecieron una misión protestante en la isla.
El último soberano de la isla de Rimatara, la reina Tamaeva V (1830-1923), reinó plenamente hasta 1889, cuando la República Francesa instituyó su protectorado sobre la isla el 29 de marzo de 1889, para luego anexionarla a los Establecimientos Franceses de Oceanía (hoy Polinesia Francesa) en 1901, poniendo fin al reinado de la dinastía Tamaeva de Rimatara.